# Luis Jorge Nadaf
Luis Jorge Nadaf (Lanús, 17 de mayo de 1954 - Buenos Aires, 28 de julio de 2016) fue un locutor de radio, comunicador, maestro, profesor de literatura y escritor argentino.

## Biografía
Sus pasiones fueron la docencia y la radio. Se formó como docente en Lanús, egresando en 1976. Se especializó en Lengua y Literatura y desarrolló sus estudios de locución en el Instituto Superior de Enseñanza Radiofónica (ISER) hasta su egreso en 1984.
Desarrolló ambas profesiones. Transmitió a sus alumnos el amor por la poesía y los autores latinoamericanos.
Desde 1976 hasta 1977 junto a su esposa Sonia se radicó en San Martín de Los Andes (Provincia de Neuquén) donde ejercieron como maestros rurales, enseñando a las comunidades mapuches curruhincas de la zona, al mismo tiempo que en Emisora Pehuén conducía el noticiero para la televisión local.
En la década del 80 continuó con su carrera de locutor, sin abandonar la docencia. Fue maestro de 5.º, 6.º y 7.º grado en el Instituto Norland de Lanús, en el Colegio Sara Chamberlain de Eccleston, en el Colegio El Castillo y diversas escuelas públicas por tres décadas. Instruyó a cientos de alumnos en la materia Lengua y Literatura, fue preceptor y vicedirector de instituciones educativas.
Desde el 2000, dictó diversos talleres de radio, de locución y periodismo deportivo, y de oratoria y debate en escuelas e instituciones, con el aval de organismos como el AFSCA, durante 2015.

## Trayectoria
Fue conductor de programas de radio en emisoras de la Ciudad de Buenos Aires, la Costa Atlántica, el Gran Buenos Aires y la provincia del Neuquén.
En 1986 trabajó en Radio Argentina siendo una de las voces comerciales de Víctor Hugo Morales durante el Mundial de Fútbol. Formó parte de la histórica transmisión del partido de Argentina vs. Inglaterra, donde Diego Maradona convirtió el Gol del Siglo.
Desde 1990 formó parte de la organización periodística "Campeones" dedicada a la cobertura de competencias automovilísticas en radio y televisión. Así lo recordaron sus colegas del equipo:
"Su voz fue parte de la historia misma del equipo que dirige Carlos Alberto Legnani, a través de los avisos y frases en los programas semanales y en las diversas transmisiones".
Con "Campeones" se desempeñó tanto en LR1 Radio El Mundo como en LS5 Radio Rivadavia y en el ámbito televisivo en los programas "Mesa de Campeones" por ATC en 1996 y 1997.
Junto a Oscar Choy formaron una de las duplas de locutores que más ha permanecido en el universo de los medios.
Desde 1995 se desempeñó como locutor y conductor en radios de la Costa Atlántica, comenzando en Las Toninas. Ha realizado extensos programas durante la mañana y la tarde, en la temporada estival, instalándose en esas tierras junto con su familia (Sonia y Matías). Sus colegas definen así su paso por los medios costeros:
"Luis Nadaf ha dejado marcas imborrables para el periodismo costero y su partida, una sentida conmoción en la comunidad".
También se desempleñó en FM del Tuyú, de Mar del Tuyú; y Radio de La Costa de Santa Teresita.
El conocimiento de Nadaf de los medios le permitió desempeñarse como productor de televisión. Ideó y produjo el programa de TV "Rutas y Destinos" que se emitió en "Telecreativa", Canal 5 de Lanús, y que conducía Ricardo Giménez, con quien había trabajado en Radio Ciudad de Longchamps.

### En Amplitud Modulada (AM)
- Radio Rivadavia (1997-2016)
  - Locutor de Campeones
  - Producción y coconducción de Campeones y el Campo
  - Producción y coconducción de Reporte Rivadavia
- Radio El Mundo (1990-1996)
  - Locutor de Campeones
- Radio Argentina
  - Locutor comercial
- Radio Buenos Aires
  - Conductor de Buen día, Sábado
- Radio El Sol AM 820
  - Conductor
- Radio Bonaerense AM 1500
  - Conductor de Buen día, Sábado
- Radio Ciudad de Longchamps AM 1580
  - Voz Identificatoria y conductor
- Radio Cadena AM 1470
  - Voz Identificatoria

### En Frecuencia Modulada (FM)
- FM Pocahullo 91.1
  - Voz Identificatoria
- Radio Ele 93.3
  - Conductor de Desembarco L
- FM del Tuyú
- Radio de La Costa 100.1
  - Conductor de A media Mañana

### En Televisión
- Emisora Pehuén (1976-1977)
  - Conductor del noticiero
- Argentina Televisor Color (1996-1997)
  - Locutor en Mesa de Campeones
- Telecreativa Canal 5 de Lanús
  - Locutor
  - Productor general de Rutas y Destinos

## Publicaciones
Realizó una compilación de textos publicadas bajo el título de "Déjame Ser"  (2000). 
Escribió junto a su compañero y colega de Radio de La Costa, Ricardo Giménez, un texto que forma parte del anecdotario de la historia de Santa Teresita llamado "Huellas y vivencias"  presentado en la Feria del Libro de Buenos Aires en mayo de 2016.